# Monte Sornadello
Il Monte Sornadello (1.580 m s.l.m.) è una montagna delle Prealpi Orobie, in provincia di Bergamo, situata tra la Val Brembana e la Val Brembilla.
Ѐ formato da un gruppo montuoso posto a ovest di San Giovanni Bianco ed a est di Gerosa, che presenta diverse vette di altezza simile. Si presenta con vasti pendii boscosi ed erbosi da cui affiorano guglie e canaloni rocciosi.

## Accessi
Per raggiungere la vetta si può seguire un sentiero che parte da Alino, frazione di San Pellegrino Terme, e conduce alla Bocchetta del Ronco. Al bivio tra il Foldone e il Sornadello si sale verso destra fino alla baita di Sornadello, e si prosegue fino a raggiungere la cresta che porta alla croce di vetta, dopo 3 ore di cammino. 
Ѐ possibile anche raggiungerlo da Cornalita, frazione di San Giovanni Bianco, tramite due alternative: seguendo un ripido sentiero che percorre un canalone fino al Pizzo Grande, e da qui seguendo la cresta fino in vetta; oppure tenendosi più a sinistra passando per il Passo di Lumaca, tra gole e strapiombi.
Partendo invece dalla Val Brembilla, si può partire dalla Forcella di Bura (posta tra Gerosa e Peghera, frazione di Taleggio) e seguire un sentiero che sale nel bosco, arrivando poi ad una sella posta tra il Sornadello e il Pizzo Grande. Da qui seguendo la cresta erbosa si arriva in vetta.

## Altri progetti

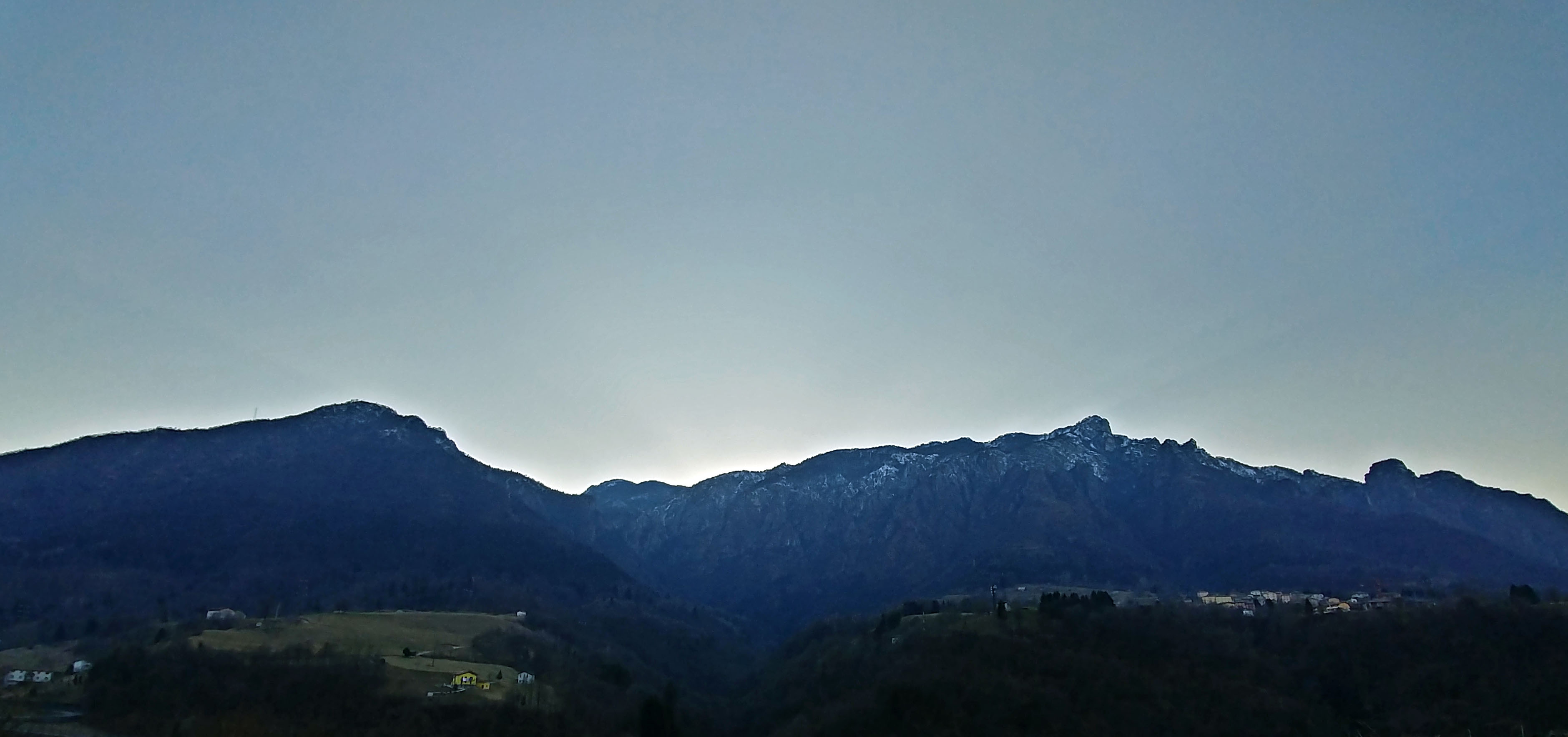
Il Sornadello visto da Briolo di San Giovanni Bianco